# 德莫夫斯基線

德莫夫斯基線

德莫夫斯基線（波蘭語：Linia Dmowskiego）是第一次世界大戰之後謀求建立的波蘭領土。這一計劃由波蘭代表團在1919年巴黎和會上提出，以波蘭外交部長羅曼·德莫夫斯基命名。該計劃不僅包括了波蘭第二共和國和立陶宛的全部領土，還包括了上西里西亞、但澤、白俄羅斯東部等地。按這一計劃，波蘭的領土面積是約44.7萬平方公里。

## 外部連結
- Polish Note on Peace Conference (western borders) （页面存档备份，存于）
- Polish Note on Peace Conference (eastern borders) （页面存档备份，存于）